# Asphondylia discalis
Asphondylia discalis är en tvåvingeart som beskrevs av Gagne 1990. Asphondylia discalis ingår i släktet Asphondylia och familjen gallmyggor. Inga underarter finns listade i Catalogue of Life.